# Waśki (powiat de Mońki)
Pour les articles homonymes, voir Waśki.
Waśki est un village polonais du district administratif de Mońki, dans le powiat de Mońki, voïvodie de Podlachie, au Nord-Est du pays. Il est situé à environ 5 km au Nord-Est de Mońki et à 39 km au Nord-Ouest de la capitale régionale Białystok.